# Петрункевич Іван Ілліч
Іва́н Іллі́ч Петрункевич (10 листопада 1843—†14 червня 1928) — діяч земського ліберального руху в українських губерніях Російської імперії, член Державної думи Російської імперії I скликання (1906), великий землевласник.

## Життєпис
Народився 23 грудня 1843 року в маєтку Плиски Борзнянського повіту Чернігівської губернії. Син Іллі Петрункевича, колезького асесора. У 1866 році закінчив юридичний факультет Петербурзького університету. З кінця 1870-х років є учасником земського руху в Чернігівській губернії, у 1879 році за складання заклику від імені чернігівського земства про скликання Земського собору висланий до м. Галич Костромської губернії.
Повернувся до Чернігова у 1886 році. Згодом його обрано гласним Чернігівського земства. За антиурядову діяльність і пропаганду ліберальних ідей знову висланий із забороною проживати на території України. Переселившись до Тверської губернії у 1886 році, був земським, губернським та повітовим гласним. З 1903 року один з організаторів і голова товариства «Визволення Росії», з 1904 року — організатор і голова «Союзу визволення».
У січні 1904 року висланий за антиурядову діяльність із Твері разом з іншими земськими діячами. У 1905 році став одним із засновників партії кадетів, член її ЦК. У 1909—1915 роках обирається головою партії, після 1915 року є почесним головою.
Депутат 1-ї Державної думи, голова кадетської фракції, голова бюджетної комісії. Після розгону Думи підписав «Виборзьку відозву до народу», яка закликала до громадянської непокори урядові, зокрема до відмови від виплати податків, призова на військову службу тощо. Разом із 183 депутатами Думи був заарештований, засуджений на три місяці. Йому заборонялося обіймати громадські посади й обиратися до Думи. В 1908—1917 роках видавав газету «Речь». І. Петрункевича називали «совістю партії».
Після Лютневої революції 1917 року на 8-му з'їзді партії вийшов зі складу ЦК через вік та хворобу. У липні писав: «Якої небезпеки, якого ризику уникнула би Росія, якби 16 травня було віддано наказ про арешт Леніна і всієї його К˚ і призначення смертної кари на фронті…» Ще до Жовтневої революції Петрункевич виїхав до Криму.
Брав участь у нараді 15 жовтня 1918 року на своїй дачі в Гаспрі. На ній були присутні також М. І. Астров, С. В. Паніна, М. М. Вінавер, В. Д. Набоков А. В. Тесленко, Г. Н. Трубецькой. На ній кадетські лідери обговорювали план спільних дій з представниками російських промисловців П. Рябушинським і Д. Сироткіним. Брав участь у другій зустрічі партійних лідерів 17 жовтня в м. Ялта (Крим), де обговорювалося питання про створення кримського уряду, одночасно «визнано було, що до організації власної військової сили доведеться мати справу з німцями і спиратися на них».
У лютому 1919 році емігрував за кордон, де займався літературною діяльністю. Помер 14 червня 1928 року в Празі.